# Scottish Singles and Albums Charts
De Scottish Singles and Albums Charts zijn de hitlijsten voor singles en albums in Schotland. Deze lijsten worden wekelijks samengesteld door de Official Charts Company. In tegenstelling tot veel andere hitlijsten worden bij de samenstelling van de Schotse lijsten alleen verkopen meegerekend. Airplay en streaming hebben geen invloed op de lijst.
De oudste archieven van de hitlijsten dateren van februari 1994. Hiervoor werden er ook al Schotse hitlijsten uitgegeven, alleen zijn deze niet meer terug te vinden in de archieven.